# Gonomyia (Gonomyia) copulata
Gonomyia (Gonomyia) copulata is een tweevleugelige uit de familie steltmuggen (Limoniidae). De soort komt voor in het Palearctisch gebied.